# Rhabdomastix (Rhabdomastix) otagana trilineata
Rhabdomastix (Rhabdomastix) otagana trilineata is een ondersoort van de tweevleugelige Rhabdomastix (Rhabdomastix) otagana uit de familie steltmuggen (Limoniidae). De ondersoort komt voor in het Australaziatisch gebied.